# Филинская (Верховажский сельсовет)
Филинская — упразднённая деревня в Верховажском районе Вологодской области. Входила в состав Верховажского сельского поселения, с точки зрения административно-территориального деления — в Верховажский сельсовет. В 2024 году включена в состав посёлка Тёплый Ручей и исключена из учётных данных.

## География
Расстояние до районного центра Верховажья по автодороге — 5 км. Ближайшие населённые пункты — Верхнее Макарово, Абакумовская, Ручьевская, Елезовская, Теплый Ручей, Ексинское, Сомицыно.

## Население
| 2010 |
| ---- |
| 7    |

По переписи 2002 года население — 3 человека.